# Ormanlı, Kalkandere
Ormanlı là một xã thuộc huyện Kalkandere, tỉnh Rize, Thổ Nhĩ Kỳ. Dân số thời điểm năm 2010 là 979 người.